# Avenula marginata
Avenula marginata é uma espécie de planta com flor pertencente à família Poaceae. 
A autoridade científica da espécie é (Lowe) Holub, tendo sido publicada em Preslia 49(3): 219. 1977.

## Portugal
Trata-se de uma espécie presente no território português, nomeadamente no Arquipélago da Madeira.
Em termos de naturalidade é nativa da região atrás indicada.

## Protecção
Não se encontra protegida por legislação portuguesa ou da Comunidade Europeia.